# Década de 480 a.C.
Séculos: (Século VI a.C. - Século V a.C. - Século IV a.C.)
Décadas: 530 a.C. 520 a.C. 510 a.C. 500 a.C. 490 a.C. - 480 a.C. - 470 a.C. 460 a.C. 450 a.C. 440 a.C. 430 a.C.
Anos:
489 a.C. - 488 a.C. - 487 a.C. - 486 a.C. - 485 a.C. - 484 a.C. - 483 a.C. - 482 a.C. - 481 a.C. - 480 a.C.